# Șura Mică, Sibiu
Șura Mică (în dialectul săsesc Klišeirn, Klišeern, în germană Kleinscheuern, în maghiară Kiscsűr,  în latină Parvum Horeum) este satul de reședință al comunei cu același nume din județul Sibiu, Transilvania, România.

## Date geografice
Localitatea este situată la 11 km vest de Sibiu și la 5 km de Ocna Sibiului,  pe DJ106B Sibiu-Ocna Sibiului sau pe DN1 Sibiu-Sebeș. 
Localitatea este străbătută de pârâurile Șura Mică, Ruscior și Râșnoave, care curg pe direcția vest-est și se varsă în râul Cibin.

## Istoric
- Vezi și Biserica fortificată din Șura Mică

Așezare rurală daco-romană. În perioada modernă au fost descoperite pe teritoriul comunei, la locul numit „Râșloava”, vestigii datând din secolul al IV-lea și al IX-lea, care atestă locuirea acestei zone și după retragerea romanilor din Dacia.
Șura Mică este o întemeiere a coloniștilor sași. Prima atestare documentară a localității datează din anul 1323, sub denumirea de Parvum Horeum , .
În decursul secolelor a fost de mai multe ori pustiită de războaie și catastrofe. A suferit mai multe atacuri ale turcilor (1432, 1437/38 și 1493), a fost jefuită de trupele lui Mihai Viteazul în 1600 și de participanții la răscoala curuților, sub conducerea lui Francisc Rákóczi al II-lea, din 1706. În 1733 a fost victima unui incendiu de proporții, iar în 1977 a cutremurului, care a produs mari stricăciuni bisericii evanghelice luterane. 
Biserica evanghelică luterană a fost construită în secolul XIII ca bazilică romanică cu navă centrală, cor rectangular cu absidă semicirculară și nave laterale fără absidiole. La sfârșitul secolului XV și începutul secolului XVI, biserica, care purta hramul Sf. Maria, a fost transformată în stil gotic și a fost fortificată. Absida semicirculară a fost demolată, corul a fost închis poligonal și sprijinit cu contraforți și boltit în rețea. Cu același prilej s-a fost ridicat un arc triumfal gotic din piatră profilată și a fost boltită nava centrală. Intrarea de pe partea de nord a fost întărită cu un turn cu patru etaje iar în vest a fost ridicat un turn adosat fațadei.

În prezent, din vechea bazilică se mai păstrează doar fragmente din fațada de V, parte din portalul de N, peretele de S, precum și stâlpii dintre nave, iar din fortificația ce înconjura odinioară biserica se mai păstrează numai câteva tronsoane la S și V de biserică.
În 1780 a fost ridicată o biserică de lemn de către populația română.

## Demografie
Conform datelor recensământului din 1930 comuna avea 1.633 locuitori, dintre care 1.236 germani, 274 români, 114 țigani ș.a. Sub aspect confesional populația era alcătuită din 1.236 lutherani, 372 greco-catolici, 16 ortodoși și 9 romano-catolici.

## Personalități
- Dan Dănilă, poet, traducător, artist plastic.
- Martin Rill, istoric.
- Walter Roth, medic, scriitor.
- Toma Dănilă (1858 - 1943), deputat în Marea Adunare Națională de la Alba Iulia 1918